# Región de Jutlandia Central
La Región de Jutlandia Central (en danés: Midtjylland) es una región administrativa de Dinamarca. Tiene una población estimada, a inicios de 2021, de 1 332 048 habitantes.
Fue establecida el 1 de enero de 2007 por la reforma municipal danesa, que sustituyó la anterior división administrativa en distritos (amter) por cinco grandes regiones.
La región tiene una superficie de 13 008 km², siendo la mayor región de Dinamarca (sin considerar los territorios de Groenlandia y las Islas Feroe). Su superficie abarca aproximadamente el 30 % del territorio del país. Situada en la zona central de la península de Jutlandia, su capital es la ciudad de Viborg.

## Geografía

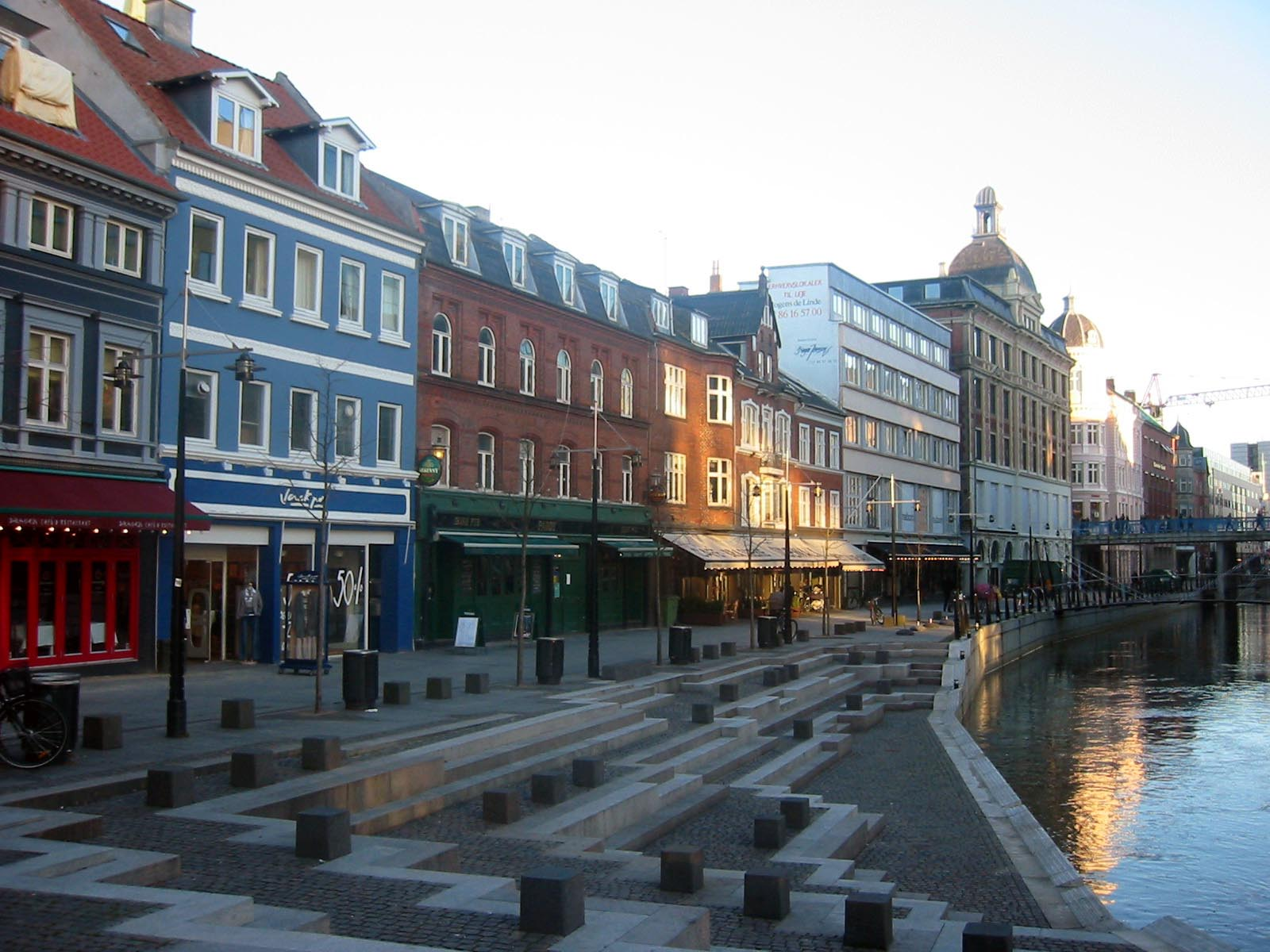
Århus, la principal ciudad de Midtjylland, es la segunda más grande del país.

Su territorio se extiende por la parte central de la península de Jutlandia y por algunas islas adyacentes.
El punto más septentrional de la región está situado a 56° 50’ 47” N, en la isla de Fur y el más meridional está situado a 55° 40’ 08” N en el fiordo de Vejle. El punto más oriental está situado en la isla de Anholt a 11° 44’ 07” E, y el más occidental a 8° 05’ 57” E, en la estrecha franja de tierra conocida como Holmslands Kilt que separa el mar del Norte del fiordo de Ringkøbing y cerca de la zona llamada Lyngvig.
Los límites de la región son principalmente de carácter administrativo, determinados por pocos accidentes geográficos y sin tener en cuenta motivos históricos o culturales.
- Por el norte, está la región de Nordjylland. En el noroeste, está parte del fiordo Limfjorden y por el noreste, está el mar Báltico.
- Por el sur, está la región de Syddanmark. Este límite no lo forma ningún accidente geográfico destacable, solamente al sudeste, y durante unos 25 kilómetros, el fiordo de Vejle.
- Por el este, se encuentra el estrecho de Kattegat, que forma el mar Báltico entre la península de Jutlandia y la península escandinava. Al este del territorio continental de Midtjylland se encuentran varias islas e islotes que también pertenecen a la región, siendo las de mayor tamaño las de Samsø, Endelave y Tunø.
- Por el oeste, está el mar del Norte, perfilando una costa en la que se suceden diferentes fiordos.

El territorio peninsular es prácticamente llano. Existen una serie de colinas centrales en sentido norte-sur de baja altura, siendo la más alta de estas Yding Skovhøj a tan solo 173 m s. n. m. A ambos lados de esta sucesión dorsal de montículos se extienden planicies, en las que el mar penetra, en algunos casos, muy profundamente, formando fiordos.

## Composición de la región
La región fue formada al unir los antiguos distritos de Ringkjøbing y Århus (excepto la mitad occidental del municipio de Mariager, que pasó a pertenecer a Nordjylland), la mayor parte de Viborg (en concreto los antiguos municipios de Bjerringbro, Fjends, Hvorslev, Karup, Møldrup, Sallingsund, Skive, Spøttrup, Sundsøre, Tjele, y Viborg) y la mitad del norte del distrito de Vejle, exactamente los antiguos municipios de Brædstrup, Gedved, Hedensted, Horsens, Juelsminde, Nørre-Snede y parte del municipio de Tørring-Uldum.

## Municipios
Los actuales municipios que forman parte de esta región son:
| - Århus - Favrskov - Hedensted - Herning - Holstebro - Horsens - Ikast-Brande - Lemvig - Norddjurs - Odder - Randers - Ringkøbing-Skjern - Samsø - Silkeborg - Skanderborg - Skive - Struer - Syddjurs - Viborg | Mapa de municipios de Midtjylland. |